# Бруно I фон Кирхберг
Бруно I фон Кирхберг (на немски: Bruno Graf von Kirchberg; † пр. 1263) е благородник от швабската благородническа фамилия Кирхберг и граф на Кирхберг при Улм в Баден-Вюртемберг.
Той е роднина на братята Бруно фон Кирхберг († 1288), епископ на Бриксен (1250 – 1288), и Конрад II фон Кирхберг († 1286).
Фамилията Кирхберг живее в замъка/двореца в Оберкирхберг. Основаният от рода бенедиктински манастир Виблинген (днес част от Улм) е от 1093 г. гробница на графовете на Кирхберг. Графовете на Кирхберг обедняват през 15 век и измират през 1519 г.

## Фамилия
Бруно I фон Кирхберг се жени за София фон Фелтурнс, наричана фом Щайн († сл. 10 август 1308), дъщеря на Хуго фон Фелтурнс и Елизабет фон Епан († ок. 1273), незаконна дъщеря на граф Улрих фон Епан († сл. 1232). Бракът е бездетен.
София фон Фелтурнс се омъжва втори път на 14 март 1263 г. за Алберо фон Мач († 10 януари 1280).